# Перкинс, Стивен
Стивен Эндрю Перкинс (англ. Stephen Andrew Perkins; 13 сентября 1967, Лос-Анджелес) — американский барабанщик, наиболее известен как участник рок-групп Jane's Addiction и Hellflower. Также, он играл в музыкальном проекте Перри Фаррелла — Porno for Pyros и сотрудничал с многими американскими рок-музыкантами.

## Карьера
После первого роспуска Jane’s Addiction, Перкинс присоединился к новой группе Перри Фаррелла — Porno for Pyros. Параллельно с этим, он создал сольный проект под названием Banyan. В качестве перкуссиониста, Стивен сотрудничал с известными коллективами: 1992 году он принял участие в записи трека «Know Your Enemy» группы Rage Against The Machine, в 1995 — отметился на песне «One Big Mob» Red Hot Chili Peppers (в этот период их гитаристом был его бывший коллега — Дэйв Наварро). Перкинс был ударником на треке «I Do Not Want This» из альбома The Downward Spiral группы Nine Inch Nails. Помимо Banyan, Перкинс был соавтором проекта The Panic Channel, где играл вместе с Дэйвом Наварро, Крисом Чейни и Стивеном Айзексом в период с 2004 до 2007 годы. Также Стивен сотрудничал с музыкантами группы Suicidal Tendencies в их сайд-проекте Infectious Grooves, и играл в кавер-группе Hellride, которая исполняла песни The Stooges. В апреле 2008 года Перкинс сыграл вновь в составе Jane’s Addiction на церемонии NME Awards, и с тех пор он отыграл с ними несколько клубных концертов.

## Дискография
Jane’s Addiction
- 1987 Jane’s Addiction
- 1988 Nothing's Shocking
- 1990 Ritual de lo Habitual
- 1991 Live and Rare (Компиляция: концертные треки, демозаписи и несколько перезаписанных треков)
- 1997 Kettle Whistle (Компиляция: концертные треки, демозаписи, шесть новых песен и неизданный материал)
- 2003 Strays
- 2006 Up from the Catacombs (Сборник лучших хитов)
- 2009 A Cabinet of Curiosities (Бокс-сет)
- 2011 The Great Escape Artist

Infectious Grooves
- 1991 The Plague That Makes Your Booty Move...It's the Infectious Grooves

Porno for Pyros
- 1993 Porno for Pyros
- 1996 Good God's Urge

Banyan
- 1997 Banyan
- 1999 Anytime At All
- 2004 Live At Perkins' Palace

Перри Фаррелл
- 1999 Rev

The Panic Channel
- 2006 (ONe)

Hellflower
- 2010 Us You